# Cupa Campionilor Europeni 1964-1965

## Preliminarii
| Echipa 1                     | Total  | Echipa 2             | Turul I | Turul II | Baraj |
| ---------------------------- | ------ | -------------------- | ------- | -------- | ----- |
| Knattspyrnufélag Reykjavíkur | 1 - 11 | FC Liverpool         | 0 - 5   | 1 - 6    |       |
| Glasgow Rangers              | 5 - 5  | Steaua Roșie         | 3 - 1   | 2 - 4    | 3 - 1 |
| BSG Chemie Leipzig           | 2 - 6  | Győri Vasas ETO      | 0 - 2   | 2 - 4    |       |
| Dukla Praga                  | 4 - 4  | Górnik Zabrze        | 4 - 1   | 0 - 3    | 0 - 0 |
| AS Saint-Étienne             | 3 - 4  | FC La Chaux-de-Fonds | 2 - 2   | 1 - 2    |       |
| Partizani Tirana             | 0 - 2  | 1. FC Köln           | 0 - 0   | 0 - 2    |       |
| Reipas Lahti                 | 2 - 4  | FC Lyn Oslo          | 2 - 1   | 0 - 3    |       |
| RSC Anderlecht               | 2 - 2  | Bologna FC 1909      | 1 - 0   | 1 - 2    | 0 - 0 |
| PFK Lokomotiv Sofia          | 8 - 5  | Malmö FF             | 8 - 3   | 0 - 2    |       |
| Sliema Wanderers             | 0 - 7  | Dinamo București     | 0 - 2   | 0 - 5    |       |
| FC Aris Bonnevoie            | 2 - 10 | SL Benfica           | 1 - 5   | 1 - 5    |       |
| Glentoran Belfast            | 4 - 5  | Panathinaikos FC     | 2 - 2   | 2 - 3    |       |
| Rapid Viena                  | 5 - 0  | Shamrock Rovers FC   | 3 - 0   | 2 - 0    |       |
| Door Wilskracht Sterk        | 4 - 1  | Fenerbahçe SK        | 3 - 1   | 1 - 0    |       |
| Boldklubben 1909             | 2 - 9  | Real Madrid          | 2 - 5   | 0 - 4    |       |

### Turul I
| Knattspyrnufélag Reykjavíkur | 0 – 5   | FC Liverpool                               |
| ---------------------------- | ------- | ------------------------------------------ |
|                              | Detalii | Wallace 3', 60' Hunt 46', 88' Chisnall 57' |

| Glasgow Rangers            | 3 – 1   | Steaua Roșie |
| -------------------------- | ------- | ------------ |
| Brand 10', 89' Forrest 47' | Detalii | Kostić 54'   |

| BSG Chemie Leipzig | 0 – 2   | Győri Vasas ETO          |
| ------------------ | ------- | ------------------------ |
|                    | Detalii | Keglovich 54' Korsós 66' |

| Dukla Praga                                   | 4 – 1   | Górnik Zabrze |
| --------------------------------------------- | ------- | ------------- |
| Vacenovsky 22' Nedorost 55', 87' Masopust 85' | Detalii | Pohl 6'       |

| AS Saint-Étienne      | 2 – 2   | FC La Chaux-de-Fonds |
| --------------------- | ------- | -------------------- |
| Mekhloufi 18' Guy 59' | Detalii | Bertschi 32', 43'    |

| Partizani Tirana | 0 – 0   | 1. FC Köln |
| ---------------- | ------- | ---------- |
|                  | Detalii |            |

| Reipas Lahti           | 2 – 1   | FC Lyn Oslo |
| ---------------------- | ------- | ----------- |
| Nuoranen 25' Talsi 66' | Detalii | Stavrum 26' |

| RSC Anderlecht | 1 – 0   | Bologna FC 1909 |
| -------------- | ------- | --------------- |
| Van Himst 49'  | Detalii |                 |

| PFK Lokomotiv Sofia                                     | 8 – 3   | Malmö FF                     |
| ------------------------------------------------------- | ------- | ---------------------------- |
| Kolev 6', 8', 28', 47', 59' Debarski 20', 42' Milev 61' | Detalii | Ekström 15' Larsson 51', 62' |

| Sliema Wanderers | 0 – 2   | Dinamo București          |
| ---------------- | ------- | ------------------------- |
|                  | Detalii | Frățilă 4' Nunweiller 41' |

| FC Aris Bonnevoie | 1 – 5   | SL Benfica                            |
| ----------------- | ------- | ------------------------------------- |
| Hoffmann 87'      | Detalii | Torres 15', 18', 35', 60' Eusébio 42' |

| Glentoran Belfast              | 2 – 2   | Panathinaikos FC                   |
| ------------------------------ | ------- | ---------------------------------- |
| Turner 44' (pen.) Thompson 58' | Detalii | Giannakopoulos 13' Papoutsakis 21' |

| Rapid Viena                 | 3 – 0   | Shamrock Rovers FC |
| --------------------------- | ------- | ------------------ |
| Glechner 28', 62' Nuske 56' | Detalii |                    |

| Door Wilskracht Sterk           | 3 – 1   | Fenerbahçe SK |
| ------------------------------- | ------- | ------------- |
| Geurtsen 45', 63' Hollander 51' | Detalii | Pekel 58'     |

| Boldklubben 1909          | 2 – 5   | Real Madrid                              |
| ------------------------- | ------- | ---------------------------------------- |
| Richter 15' Danielsen 83' | Detalii | Gento 4', 42', 51' Grosso 29' Puskás 60' |

### Turul II
| Steaua Roșie                              | 4 – 2   | Glasgow Rangers        |
| ----------------------------------------- | ------- | ---------------------- |
| Prljincevic 33', 68' Kostić 65' Melić 76' | Detalii | Greig 10' McKinnon 83' |

La scorul general 5-5 s-a disputat un meci de baraj.
| Győri Vasas ETO                          | 4 – 2   | BSG Chemie Leipzig       |
| ---------------------------------------- | ------- | ------------------------ |
| Palotai 10' Keglovich 30', 50' Orosz 60' | Detalii | Scherbarth 85' Behla 88' |

Győri Vasas ETO s-a calificat cu scorul general 6–2.
| FC Liverpool                                                  | 6 – 1   | Knattspyrnufélag Reykjavíkur |
| ------------------------------------------------------------- | ------- | ---------------------------- |
| Byrne 13' St. John 24', 75' Hunt 51' Graham 65' Stevenson 66' | Detalii | Felixson 36'                 |

FC Liverpool s-a calificat cu scorul general 11–1.
| FC La Chaux-de-Fonds    | 2 – 1   | AS Saint-Étienne |
| ----------------------- | ------- | ---------------- |
| Skiba 47' Trivellin 70' | Detalii | Guy 10'          |

FC La Chaux-de-Fonds s-a calificat cu scorul general 4–3.
| Dinamo București                             | 5 – 0   | Sliema Wanderers |
| -------------------------------------------- | ------- | ---------------- |
| Pîrcălab 30', 42' Petru 61' Frățilă 84', 86' | Detalii |                  |

Dinamo București s-a calificat cu scorul general 7–0.
| Górnik Zabrze              | 3 – 0   | Dukla Praga |
| -------------------------- | ------- | ----------- |
| Pohl 32', 60' Musialek 65' | Detalii |             |

La scorul general 4-4 s-a disputat un meci de baraj
| 1. FC Köln            | 2 – 0   | Partizani Tirana |
| --------------------- | ------- | ---------------- |
| Sturm 80' Overath 90' | Detalii |                  |

1. FC Köln s-a calificat cu scorul general 2–0.
| Malmö FF                | 2 – 0   | PFK Lokomotiv Sofia |
| ----------------------- | ------- | ------------------- |
| Larsson 23' (pen.), 31' | Detalii |                     |

PFK Lokomotiv Sofia s-a calificat cu scorul general 2–0.
| SL Benfica                                         | 1 – 5   | FC Aris Bonnevoie |
| -------------------------------------------------- | ------- | ----------------- |
| Eusébio 23', 52' Simões 57' Torres 69' Augusto 87' | Detalii | Schreiner 48'     |

SL Benfica s-a calificat cu scorul general 10–2.
| Panathinaikos FC                           | 3 – 2   | Glentoran Belfast    |
| ------------------------------------------ | ------- | -------------------- |
| Loukanidis 18' (pen.), 70' Papoutsakis 21' | Detalii | Turner 40' Pavis 75' |

Panathinaikos FC s-a calificat cu scorul general 5–4.
| Shamrock Rovers FC | 0 – 2   | Rapid Viena          |
| ------------------ | ------- | -------------------- |
|                    | Detalii | Wolny 53' Flögel 85' |

Rapid Viena s-a calificat cu scorul general 5–0.
| FC Lyn Oslo               | 3 – 0   | Reipas Lahti |
| ------------------------- | ------- | ------------ |
| Seemann 11', 51' Berg 75' | Detalii |              |

FC Lyn Oslo s-a calificat cu scorul general 4–2.
| Bologna FC 1909          | 2 – 1   | RSC Anderlecht |
| ------------------------ | ------- | -------------- |
| Pascutti 57' Nielsen 75' | Detalii | Stockman 89'   |

La scorul general 2-2 s-a disputat un meci de baraj
| Fenerbahçe SK | 3 – 1   | Door Wilskracht Sterk |
| ------------- | ------- | --------------------- |
|               | Detalii | Temming 82'           |

Door Wilskracht Sterk s-a calificat cu scorul general 4–1.
| Real Madrid                        | 4 – 0   | Boldklubben 1909 |
| ---------------------------------- | ------- | ---------------- |
| Gento 9', 88' Grosso 28' Amaro 77' | Detalii |                  |

Real Madrid s-a calificat cu scorul general 9–2.

### Baraj
| Dukla Praga | 0 – 0 (d.p.) | Górnik Zabrze |
| ----------- | ------------ | ------------- |
|             | Raport       |               |

În urma egalității înregistrate la finalul prelungirilor meciului de baraj, Dukla Praga s-a calificat prin tragere la sorți.
| RSC Anderlecht | 0 – 0 (d.p.) | Bologna FC 1909 |
| -------------- | ------------ | --------------- |
|                | Raport       |                 |

În urma egalității înregistrate la finalul prelungirilor meciului de baraj, RSC Anderlecht s-a calificat prin tragere la sorți.
| Glasgow Rangers            | 3 – 1  | Steaua Roșie |
| -------------------------- | ------ | ------------ |
| Forrest 12', 36' Brand 75' | Raport | Čop 79'      |

Glasgow Rangers s-a calificat

## Optimi de finală
| Echipa 1              | Total | Echipa 2            | Turul I | Turul II | Baraj |
| --------------------- | ----- | ------------------- | ------- | -------- | ----- |
| Door Wilskracht Sterk | 8 - 1 | FC Lyn Oslo         | 5 - 0   | 3 - 1    |       |
| FC La Chaux-de-Fonds  | 1 - 6 | SL Benfica          | 1 - 1   | 0 - 5    |       |
| Panathinaikos FC      | 2 - 3 | 1. FC Köln          | 1 - 1   | 1 - 2    |       |
| Internazionale Milano | 7 - 0 | Dinamo București    | 6 - 0   | 1 - 0    |       |
| Real Madrid           | 6 - 2 | Dukla Praga         | 4 - 0   | 2 - 2    |       |
| Glasgow Rangers       | 3 - 0 | Rapid Viena         | 1 - 0   | 2 - 0    |       |
| Győri Vasas ETO       | 8 - 7 | PFK Lokomotiv Sofia | 5 - 3   | 3 - 4    |       |
| FC Liverpool          | 4 - 0 | RSC Anderlecht      | 3 - 0   | 1 - 0    |       |

### Turul I
| Door Wilskracht Sterk                           | 5 – 0   | FC Lyn Oslo |
| ----------------------------------------------- | ------- | ----------- |
| Temming 8', 77' Lenz 35' Israel 72' Burgers 83' | Detalii |             |

| FC La Chaux-de-Fonds | 1 – 1   | SL Benfica |
| -------------------- | ------- | ---------- |
| Antenen 37'          | Detalii | Torres 6'  |

| Panathinaikos FC | 1 – 1   | 1. FC Köln |
| ---------------- | ------- | ---------- |
| Papoutsakis 74'  | Detalii | Müller 25' |

| Internazionale Milano                                | 6 – 0   | Dinamo București |
| ---------------------------------------------------- | ------- | ---------------- |
| Jair 12', 35' Mazzola 16', 78' Suárez 38' Milani 82' | Detalii |                  |

| Real Madrid                    | 4 – 0   | Dukla Praga |
| ------------------------------ | ------- | ----------- |
| Amaro 23', 73', 83' Grosso 33' | Detalii |             |

| Glasgow Rangers | 1 – 0   | Rapid Viena |
| --------------- | ------- | ----------- |
| Wilson 30'      | Detalii |             |

| Győri Vasas ETO                               | 5 – 3   | PFK Lokomotiv Sofia          |
| --------------------------------------------- | ------- | ---------------------------- |
| Györffi 39', 70' Korsós 50' Povázsai 80', 85' | Detalii | Kotkov 42', 63' Debarski 65' |

| FC Liverpool                      | 3 – 0   | RSC Anderlecht |
| --------------------------------- | ------- | -------------- |
| St. John 10' Yeats 45+5' Hunt 52' | Detalii |                |

### Turul II
| FC Lyn Oslo | 1 – 3   | Door Wilskracht Sterk                  |
| ----------- | ------- | -------------------------------------- |
| Seemann 67' | Detalii | Geurtsen 59' Temming 62' Hollander 76' |

Door Wilskracht Sterk s-a calificat cu scorul general 8–1.
| 1. FC Köln             | 2 – 1   | Panathinaikos FC |
| ---------------------- | ------- | ---------------- |
| Thielen 19' Müller 74' | Detalii | Komianidis 4'    |

1. FC Köln s-a calificat cu scorul general 2–1.
| Dukla Praga     | 2 – 2   | Real Madrid        |
| --------------- | ------- | ------------------ |
| Geleta 60', 78' | Detalii | Felo 14' Amaro 86' |

Real Madrid s-a calificat cu scorul general 6–2.
| PFK Lokomotiv Sofia                     | 4 – 3   | Győri Vasas ETO                        |
| --------------------------------------- | ------- | -------------------------------------- |
| Debarski 9', 39' Vassilev 29' Milev 81' | Detalii | Györffi 19' Povázsai 46' Keglovich 87' |

Győri Vasas ETO s-a calificat cu scorul general 8–7.
| Rapid Viena | 0 – 2   | Glasgow Rangers        |
| ----------- | ------- | ---------------------- |
|             | Detalii | Forrest 19' Wilson 55' |

Glasgow Rangers s-a calificat cu scorul general 3–0.
| Dinamo București | 0 – 1   | Internazionale Milano |
| ---------------- | ------- | --------------------- |
|                  | Detalii | Domenghini 57'        |

Internazionale Milano s-a calificat cu scorul general 7–0.
| SL Benfica                                  | 5 – 0   | FC La Chaux-de-Fonds |
| ------------------------------------------- | ------- | -------------------- |
| Coluna 35' Torres 40', 66', 85' Eusébio 53' | Detalii |                      |

SL Benfica s-a calificat cu scorul general 6–1.
| RSC Anderlecht | 0 – 1   | FC Liverpool |
| -------------- | ------- | ------------ |
|                | Detalii | Hunt 89'     |

FC Liverpool s-a calificat cu scorul general 4–0.

## Sferturi de finală
| Echipa 1              | Total | Echipa 2        | Turul I | Turul II | Baraj |
| --------------------- | ----- | --------------- | ------- | -------- | ----- |
| 1. FC Köln            | 0 - 0 | FC Liverpool    | 0 - 0   | 0 - 0    | 2 - 2 |
| Internazionale Milano | 3 - 2 | Glasgow Rangers | 3 - 1   | 0 - 1    |       |
| SL Benfica            | 6 - 3 | Real Madrid     | 5 - 1   | 1 - 2    |       |
| Door Wilskracht Sterk | 1 - 2 | Győri Vasas ETO | 1 - 1   | 0 - 1    |       |

### Turul I
| 1. FC Köln | 0 – 0   | FC Liverpool |
| ---------- | ------- | ------------ |
|            | Detalii |              |

| Internazionale Milano     | 3 – 1   | Glasgow Rangers |
| ------------------------- | ------- | --------------- |
| Suárez 48' Peiró 50', 51' | Detalii | Forrest 64'     |

| SL Benfica                                        | 5 – 1   | Real Madrid |
| ------------------------------------------------- | ------- | ----------- |
| Augusto 9' Eusébio 12', 25' Simões 75' Coluna 87' | Detalii | Amaro 58'   |

| Door Wilskracht Sterk | 1 – 1   | Győri Vasas ETO |
| --------------------- | ------- | --------------- |
| Schrijvers 78' (pen.) | Detalii | Korsós 21'      |

### Turul II
| FC Liverpool | 0 – 0   | 1. FC Köln |
| ------------ | ------- | ---------- |
|              | Detalii |            |

La scorul general 0–0 s-a disputat un meci de baraj.
| Glasgow Rangers | 1 – 0   | Internazionale Milano |
| --------------- | ------- | --------------------- |
| Forrest 6'      | Detalii |                       |

Internazionale Milano s-a calificat cu scorul general 3–2.
| Győri Vasas ETO | 1 – 0   | Door Wilskracht Sterk |
| --------------- | ------- | --------------------- |
| Povázsai 87'    | Detalii |                       |

Győri Vasas ETO s-a calificat cu scorul general 2–1.
| Real Madrid          | 2 – 1   | SL Benfica  |
| -------------------- | ------- | ----------- |
| Grosso 10' Gento 70' | Detalii | Eusébio 40' |

SL Benfica s-a calificat cu scorul general 6–3.

### Baraj
| 1. FC Köln           | 2 – 2 (d.p.) | FC Liverpool          |
| -------------------- | ------------ | --------------------- |
| Thielen 40' Löhr 48' | Raport       | St. John 22' Hunt 37' |

În urma egalității înregistrate la finalul prelungirilor meciului de baraj, FC Liverpool s-a calificat prin tragere la sorți.

## Semifinale
| Echipa 1        | Total | Echipa 2              | Turul I | Turul II | Baraj |
| --------------- | ----- | --------------------- | ------- | -------- | ----- |
| Győri Vasas ETO | 0 - 5 | SL Benfica            | 0 - 1   | 0 - 4    |       |
| FC Liverpool    | 3 - 4 | Internazionale Milano | 3 - 1   | 0 - 3    |       |

### Turul I
| Győri Vasas ETO | 0 – 1   | SL Benfica  |
| --------------- | ------- | ----------- |
|                 | Detalii | Augusto 70' |

| FC Liverpool                       | 3 – 1   | Internazionale Milano |
| ---------------------------------- | ------- | --------------------- |
| Hunt 4' Callaghan 34' St. John 75' | Detalii | Mazzola 10'           |

### Turul II
| SL Benfica                       | 4 – 0   | Győri Vasas ETO |
| -------------------------------- | ------- | --------------- |
| Eusébio 22', 41' Torres 34', 40' | Detalii |                 |

SL Benfica s-a calificat cu scorul general 5–0.
| Internazionale Milano                   | 3 – 0   | FC Liverpool |
| --------------------------------------- | ------- | ------------ |
| Corso 8' Joaquín Peiró 9' Facchetti 60' | Detalii |              |

Internazionale Milano s-a calificat cu scorul general 4–3.

## Finala
| Internazionale Milano | 1 – 0   | SL Benfica |
| --------------------- | ------- | ---------- |
| Jair 42'              | Detalii |            |

| Campioană Europeană 1964-1965          |
| -------------------------------------- |
| Italia                                 |
| Internazionale Milano Al doilea trofeu |

## Golgheteri
9 goluri
- Eusébio (SL Benfica)
- José Augusto Torres (SL Benfica)

7 goluri
- Roger Hunt (FC Liverpool)
- Nikola Kotkov (PFK Lokomotiv Sofia)